# سوء التغذية في بيرو
سوء التغذية هي حالة تؤثر على القدرات الجسدية للفرد، من ضمنها النمو والحمل والرضاعة ومقاومة المرض والنمو المعرفي والبدني. سوء التغذية عادةً مرتبط بنقص التغذية، أو هي الحالة عندما يكون النظام الغذائي للفرد لا يحتوى على السعرات الحرارية الكافية و البروتينات للحفاظ على الاحتياجات الفسيولوجية، يمكن أن تكون أيضاً للتغذية الزائدة أو استهلاك السعرات الحرارية الزائدة.
هناك مصطلحات أخرى تصف التأثيرات المحددة لسوء التغذية على جسم الإنسان. التقزم هو انخفاض في الطول بالنسبة للعمر مقارنة بالأطفال الصحيين. هو دليل على سؤ التغذية المزمن، كما أن المستوايات العالية من التقزم تكون مصاحبة للمستوى الاقتصادي و الاجتماعي الفقير، و الحالات الوخيمة كالأمراض. تشير الهزالة إلى انخفاض في الوزن بالنسبة للطول مقارنة بالأطفال الصحيين. في معظم الحالات تعكس فقدان شديد في الوزن مصاحبة المرض و المجاعة.
جمعت إحصائيات اليونيسيف (وكالة للأمم المتحدة المسئولة عن برامج تعليم و صحّة الأطفال) ما بين 2008 و 2012 ما يؤكد أن نسبة التقزم في بيرو 19,5%. و نسبة نقصان الوزن من السكان 4,1% و 9,8% من السكان ذو وزن زائد. تعتبر الآثار الجسدية للتقزم دائمة، حيث أن من المستعبد أن تستعيد الأطفال ما تم فقدانه من الطول و الوزن المقابل له. يوجد أيضاً أثار وخيمة للتقزم من ناحية التطور المعرفي، الأداء المدرسي، إنتاجية الكبار والدخل، و النتيجة الإنجابية الأمومية. تعتبر مشكلة التقزم أكثر انتشاراً في المناطق الجبلية و الأدغال في بيرو، و تؤثر بنسبة غير متناسبة النطاقات الريفية في هذه المناطق.